# Georges Monneret

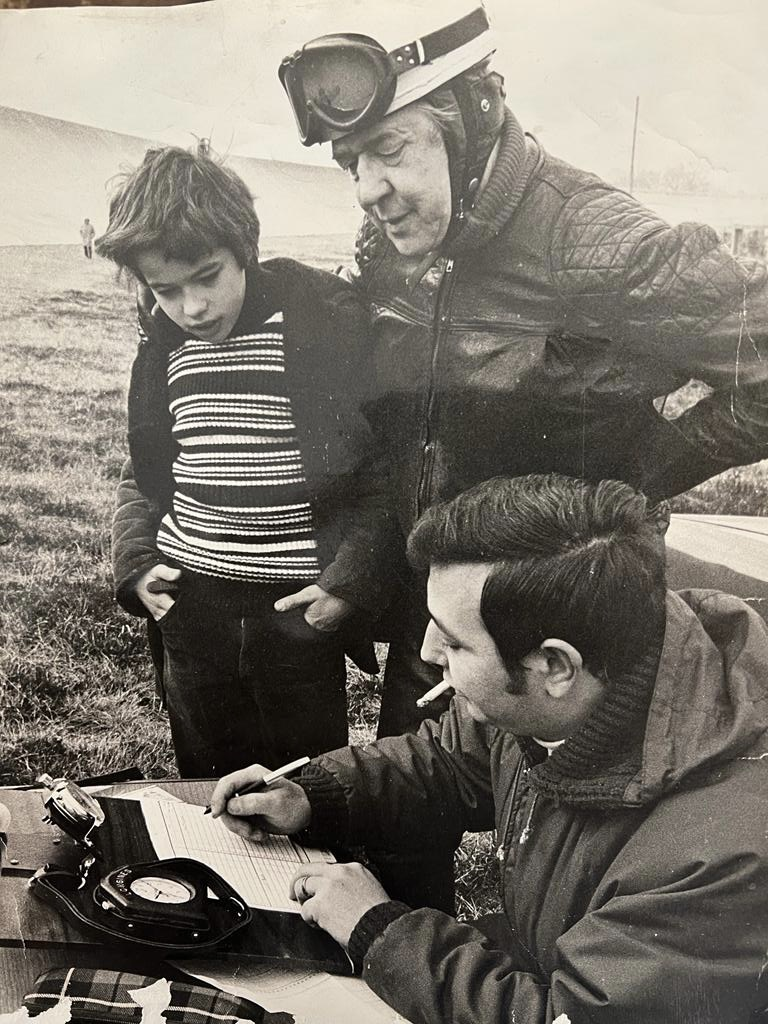
Georges Monnerert (mit Helm) mit seinem Sohn Philippe 1970 (links) am Autodrome de Linas-Montlhéry

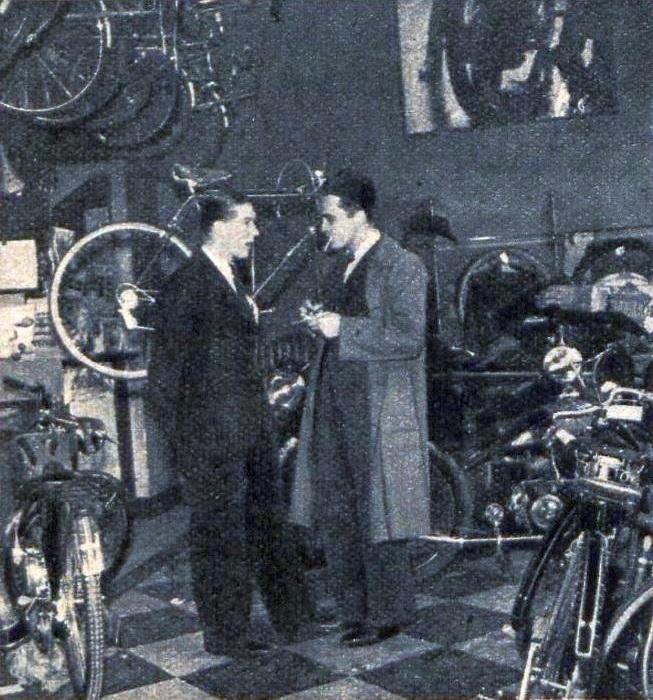
Georges Monneret (links) in seinem Motorrad- und Fahrradgeschäft 1938

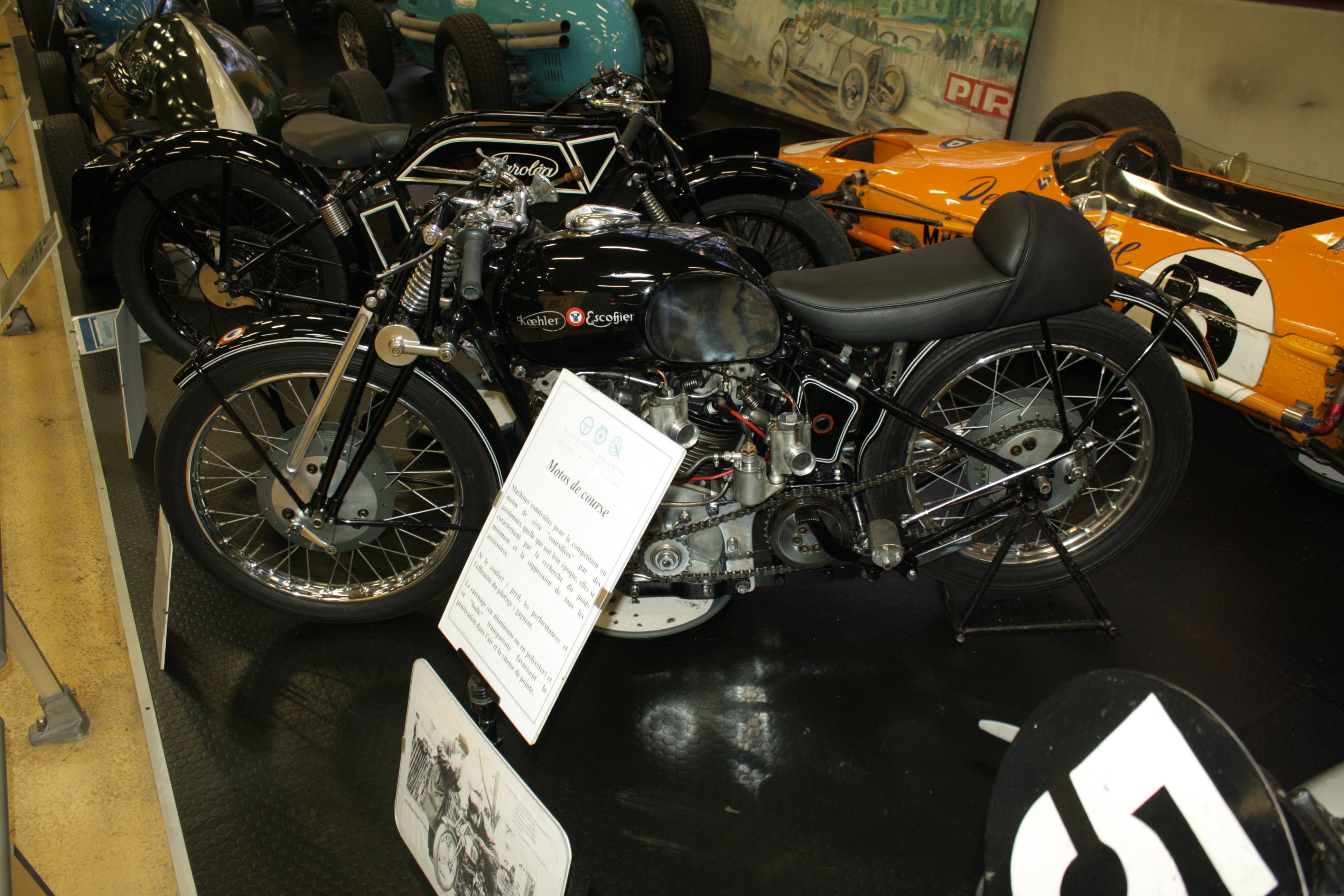
Die von Georges Monneret gefahrene Koehler Escoffier

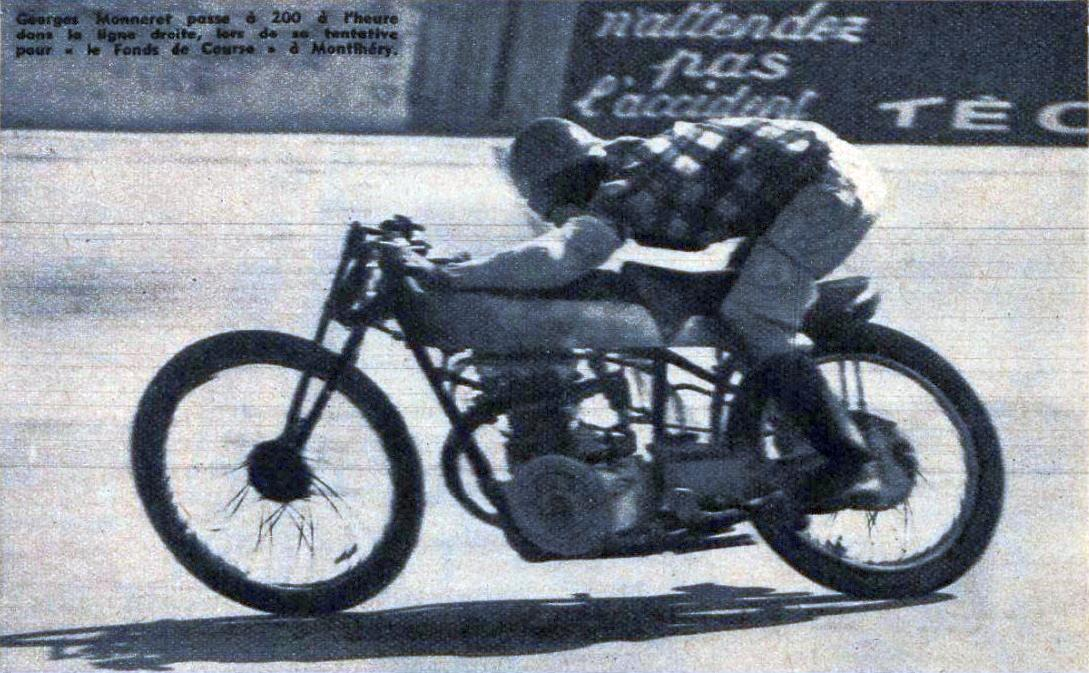
Georges Monneret auf einer Prester-Jonghi 1938, bei seiner Fahrt zu 150.000 Franc in Linas-Montlhéry

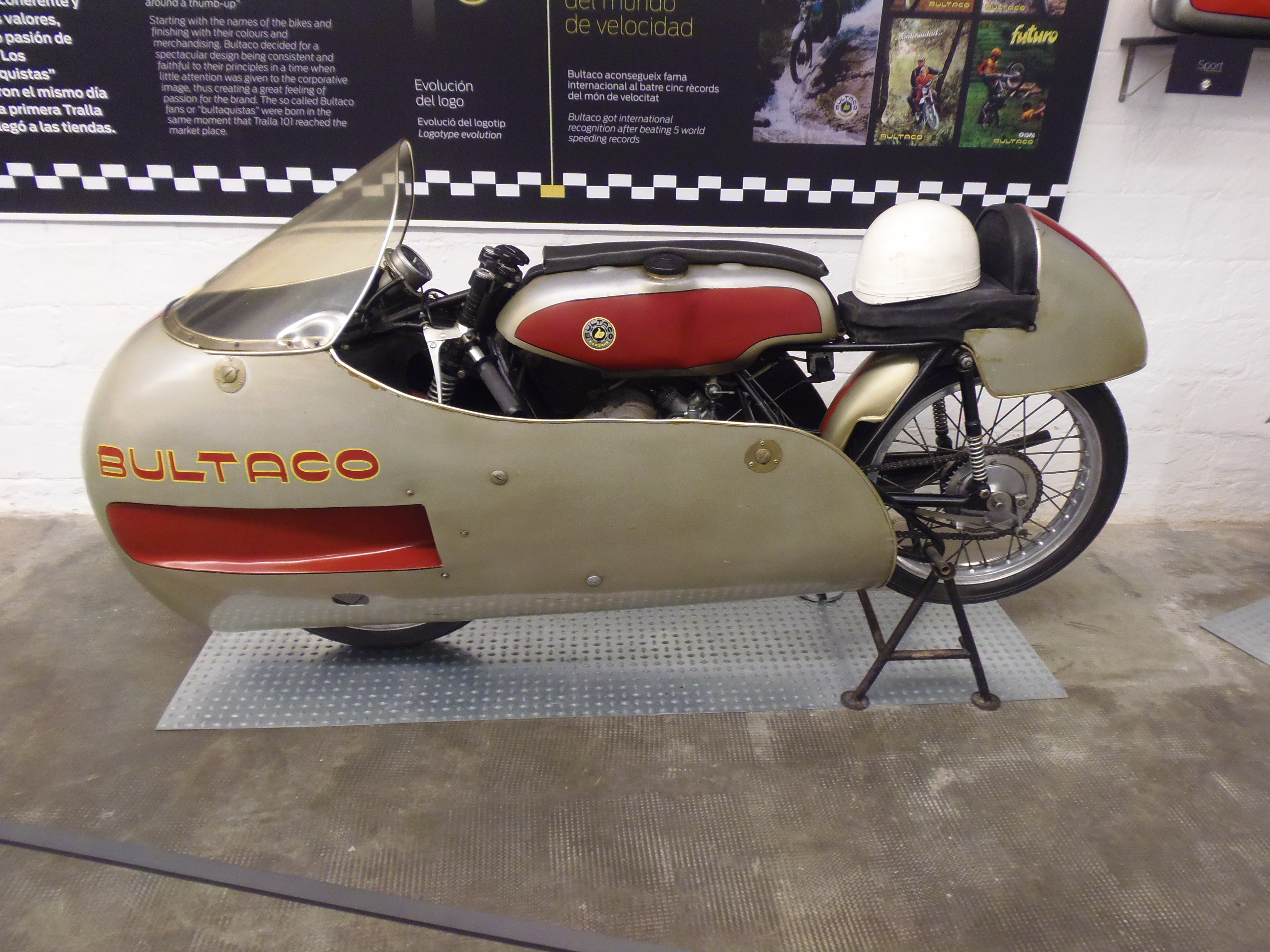
Bultaco Cazarecords mit der Georges Monneret 1960 Motorrad-Rekorde fuhr

Georges Arthur Monneret (* 4. Oktober 1908 in Lille; † 5. April 1983 in Saint-Cloud) war ein französischer Motorrad- und Autorennfahrer.

## Familie und Unternehmer
Georges Monneret, Spitzname Jojo la Moto (dt. das Motorrad-Jojo), war mit 499 Rennsiegen und 183 Weltrekorden der erfolgreichste französische Motorradrennfahrer. In den 1930er-Jahren besaß er in der südlich von Paris gelegenen Banlieue Montrouge einen damals sehr bekannten Motorrad- und Fahrradvertrieb, der während des Vichy-Regimes verloren ging. Nach dem Ende des Zweiten Weltkriegs gründete er ein Unternehmen zur Herstellung von Kartonagen. Ab 1965 stellte er einige Jahre unter dem Namen Mondial-Monneret Motorräder her.
Er war zweimal verheiratet und hatte drei Söhne, die wie ihr Vater professionelle Motorradrennfahrer wurden, das 1931 geborene Zwillingspaar Pierre (1931–2010) und Jean Monneret (1931–1951) sowie der 1958 geborene Philippe Monneret. Sohn Pierre gewann 1953 auf einer A.J.S. das Rennen der 350-cm³-Klasse beim Großen Preis von Frankreich und war damit der erste Franzose, der einen Weltmeisterschaftslauf gewann. Gemeinsam mit Bruno Bonhuil und Rachel Nicotte beendete dessen Halbbruder Philippe 1991 das 24-Stunden-Motorradrennen von Le Mans als Gesamtsieger. Pierre Monnerets Zwillingsbruder Jean verunglückte 1951 bei einem Motorrad-Langstreckenrennen tödlich.

## Karriere als Rennfahrer

### Motorradsport
Die lange Karriere von Georges Monneret begann 1928 und dauerte beinahe 40 Jahre. Während seiner aktiven Zeit fanden in Frankreich viele Rennveranstaltungen statt, bei denen die Fahrer in unterschiedlichen Rennklassen am Start waren. Monneret fuhr Motorräder der 250-cm³-, 350-cm³- und 500-cm³-Klasse und gewann 1932 seine erste französische Meisterschaft. In den 1930er-Jahren war das Championat ein Einzelrennen und wurde 1932 auf dem Autodrome de Linas-Montlhéry ausgetragen, wo Monneret auf Koehler-Escoffier-Motorrädern die 250- 350-cm³-Klasse gewann. Bis zum Beginn des Zweiten Weltkriegs im September 1939 gewann er fünf weitere französische Meisterschaften: 1933 (350 cm³), 1934 (250 cm³, 350 cm³), 1935 (500 cm³), und 1937 (350 cm³).
Georges Monneret gelangen in seiner Karriere so viele Einzelsiege, dass deren detaillierte Auflistung jedweden Rahmen sprengte. Mehrmals gewann er den Camp du Drap d’Or auf einem Rundkurs in Calais und den Grand Prix de Lyon. 1934 siegte er beim Course de côte de Château-Thierry und 1935 gewann er die 350-cm³-Klasse beim Großen Preis von Frankreich auf dem Circuit du Comminges. Nach Kriegsende schloss er nahtlos an die Erfolge der 1930er-Jahre an. Er gewann acht weitere französische Meisterschaften, die letzte 1963 mit dem Erfolg auf einer A.J.S. in der 350-cm³-Klasse im Championat de France Inter, und mehrmals den Coupes du Salon de Paris auf dem Autodrome de Linas-Montlhéry, wo er 1965 sein letztes Rennen gewann. Nach dem zweiten Rang in der 350-cm³-Klasse beim Coupes Eugène Mauve in Linas-Montlhéry beendete er 1966 im Alter von 58 Jahren seine Fahrerkarriere.
Monneret galt als zielstrebiger und ungestümer Fahrer, der seinem Ruf als „Materialmörder“ oft gerecht wurde. War der Sieg nicht mehr in Reichweite, gingen nicht selten die Motorräder kaputt. Trotz seiner Erfolge verlor er dadurch einige Werksengagements. Im Widerspruch zu seinen Ausdauer-Rekordfahrten stand seine Abneigung gegenüber Motorrad-Langstreckenrennen. Die von ihm gefahrenen Rennmotorräder waren für diese Art des Motorsports ungeeignet. Eine seltene Ausnahme war seine Teilnahme am Bol d’Or 1938, wo er eine Prester-Jonghi fuhr und nach 107 Runden aufgab (Rennsieger Robert Tinoco absolvierte 583 Runden auf seiner Harley-Davidson). Im selben Jahr sicherte er sich die vom Fonds de Course, dem nationalen Motorsport-Fonds, ausgeschriebene Prämie von 150.000 Francs. Voraussetzung für die Zuteilung war, dass ein Motorrad eines französischen Herstellers auf der Rennbahn von Linas-Montlhéry über eine Distanz von 200 km eine um 2 % bessere Durchschnittszeit als der letzte Grand-Prix-Sieger fuhr. Georges Monneret gelang dies auf einer 350-cm³-Prester-Jonghi. Referenz war die Fahrt von Ted Mellors auf einer Velocette beim französischen Grand Prix 1937.

### Rekordfahrten
Georges Monneret unternahm viele Rekordfahrten, vor allem Ausdauerfahrten, und erzielte 183 Weltrekorde. Unter anderem fuhr er 1932 auf einer 350-cm³-Monet et Goyon Weltrekorde über die Distanzen 1500 Meilen und 2500 Kilometer. 1935 ließ er einen Beiwagen an eine Prester-Jonghi montieren und brach die Rekorde über 100 Meilen und 100 Kilometer. 1938 gelangen ihm neue Rekorde über diese Distanz. In den 1950er-Jahren folgten Stundenrekorde, die er auf einer A.J.S. herausfuhr. 1951 stellte er, zusammen mit seinen Söhnen Pierre und Jean auf einer Puch 125 TS einen Weltrekord auf. Die drei absolvierten die Distanz von 40.000 Kilometern, die einer Erdumrundung gleichkam, in 24 Tagen, 21 Stunden und 43 Minuten.
Gegen Ende seiner Karriere nahmen die Rekordfahrten teils skurrile Formen an. So überquerte er 1952 den Ärmelkanal auf einer auf einem Tret-Katamaran montierten Vespa. Deren Hinterrad lief auf einer Rolle und trieb so den Propeller an.

### Automobilsport
Auch im Automobilsport war Monneret erfolgreich. Er startete viermal beim 24-Stunden-Rennen von Le Mans, wo er 1939 gemeinsam mit Louis Gérard auf einem Delage Type D 6-3 Litres den zweiten Rang im Gesamtklassement erreichte. Im Jahr davor war er beim 24-Stunden-Rennen von Spa-Francorchamps ebenfalls als Gesamtzweiter ins Ziel gekommen. Zum letzten Mal war er 1956 in Le Mans am Start.

## Statistik

### Le-Mans-Ergebnisse
| Jahr | Team                 | Fahrzeug                 | Teamkollege      | Platzierung | Ausfallgrund     |
| ---- | -------------------- | ------------------------ | ---------------- | ----------- | ---------------- |
| 1938 | Georges Monneret     | Delahaye 135CS           | Roger Loyer      | Ausfall     | Benzinpumpe      |
| 1939 | Ecurie Walter Watney | Delage Type D 6-3 Litres | Louis Gérard     | Rang 2      |                  |
| 1951 | Equipe Gordini       | Gordini T15S             | Pierre Veyron    | Ausfall     | Kraftübertragung |
| 1956 | Jean-Paul Colas      | Salmson 2300S            | Serge Nersessian | Ausfall     | Motorschaden     |